# 尚德普拉
尚德普拉（法語：Champdepraz，法語發音：[ʃɑ̃dəpʁa]）是意大利瓦莱达奥斯塔大区的一个市镇。总面积48平方公里，人口700人，人口密度14.6人/平方公里（2009年）。ISTAT代码为007017。